# 長岡学
長岡 学（ながおか まなぶ、1969年11月5日 - ）は、埼玉県川口市出身の元プロ野球選手（外野手）。

## 来歴・人物
市立川口高時代は全国大会と無縁であったが、1年時の夏からレギュラーで活躍。
1987年のNPBドラフト会議で、近鉄バファローズから5位で指名された後に入団した。背番号は53。チームメイトの牛山晃一も阪神タイガースからの5位指名を受け入団した。
「報道では『高校時代に対外試合で30本の本塁打を放った』と伝えられているが、実際の本塁打数は50本以上」と自ら豪語するほどの長打力と俊足の持ち主であったことに加えて、当時の近鉄の一軍外野陣に淡口憲治・栗橋茂などのベテラン選手が揃っていたことから、入団当初は「将来の4番打者候補」として期待されていた。しかし、金属バットであった高校時代から一転して木製バットへの対応に苦慮。さらに、1年目の1988年シーズンには、正遊撃手だった村上隆行の外野コンバートやラルフ・ブライアントの途中入団（無償トレードで中日ドラゴンズから移籍）などで外野陣の顔触れが一変した。このような状況で一軍に昇格できないまま、徐々に本来のバッティングを見失った。1992年には打撃のスタイルを一変し、当時一軍の正二塁手だった大石大二郎のように、太くて重いバットを使うことで出塁率の向上を試みた。それでも一軍公式戦への出場には至らず、この年限りで現役を引退した。
地元の企業に勤務する一方で、2010年に中学生向けの少年野球チームの「大宮七里ボーイズ」を発足させるとともに、自ら監督を兼務。高校時代に硬式野球部監督の内山清から「練習へほとんど口を出さなくても短く重い言葉で選手の信頼を得る」という指導、近鉄時代にトレーニングコーチ（当時）の立花龍司からトレーニングや体調管理の手ほどきを受けた経験を基に、体力作りのトレーニングを重視しつつも選手の自主性を引き出す指導で実績を残している。ちなみに、「高校時代から（近鉄のライバルチームだった）南海ホークスのユニフォームが好き」とのことで、「大宮七里ボーイズ」のユニフォームには1980年代の南海のビジター用ユニフォームの色やデザインを再現させている。

## 詳細情報

### 年度別打撃成績
- 一軍公式戦出場なし

### 背番号
- 53 （1988年 - 1992年）